# Château de Clearwell
Le château de Clearwell à Clearwell, près de la forêt de Dean, Gloucestershire, est une maison néo-gothique construite à partir de 1727. Construite par Thomas Wyndham selon les plans de Roger Morris, c'est le premier château néo-gothique géorgien d'Angleterre, antérieur à des exemples plus connus tels que Strawberry Hill House de plus de vingt ans. Demeure de la famille Wyndham pendant environ 150 ans, la première moitié du XXe siècle voit un incendie désastreux et le démembrement des actifs qui suit, qui ont amené le château au bord de la ruine. Lentement restauré à partir de 1954, le château abrite dans les années 1970 un studio d'enregistrement utilisé par, entre autres grands groupes, Black Sabbath, Led Zeppelin, Deep Purple, Bad Company et Queen. Maintenant exploité comme lieu de mariage, le château est un bâtiment classé Grade II *.

## Histoire

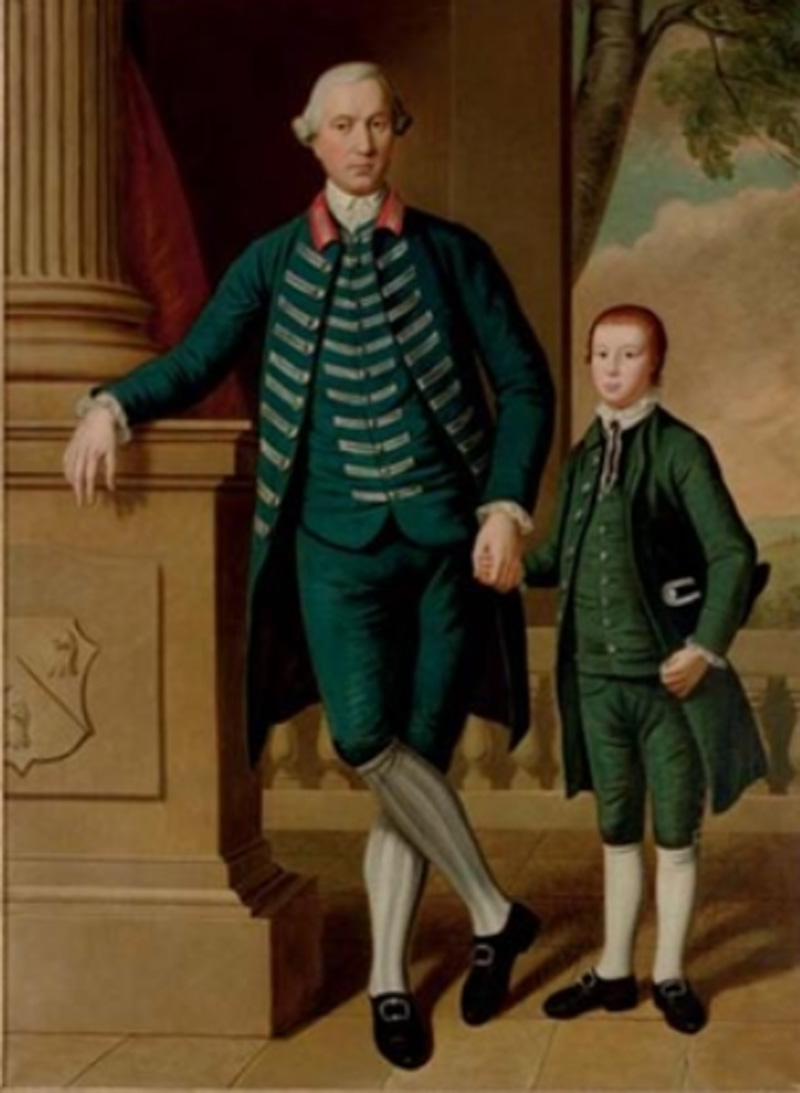
Charles Wyndham (plus tard Edwin) et son fils Thomas Wyndham en 1775

Thomas Wyndham (1686–1752), le fils de Francis Wyndham, un riche propriétaire terrien, et de Sarah Darell, fait ses études à Eton et à l'Université de Cambridge et devient avocat puis député . Il se marie avec sa cousine Jane Wyndham, fille et héritière de William Wyndham de Dunraven Castle, puis avec Anne Edwin, fille de Samuel Edwin de Llanmihangel Place (en), Glamorgan. Les deux mariages apportent à Wyndham une richesse considérable  . En 1727, il commence la construction d'une nouvelle maison, alors intitulée Clearwell Court, sur le site d'une maison antérieure . Alistair Rowan suggère que la construction a été entreprise en deux phases, la façade principale dans la première période de construction de 1727-1728, et l'arrière de la maison, avec la bibliothèque au rez-de-chaussée et les chambres au-dessus, après son deuxième mariage dans les années 1730 .
Après la mort de Wyndham en 1752, la maison passe à son fils aîné de son deuxième mariage, Charles Wyndham (1731-1801). En 1762, Charles épouse Eleanor Rooke. Le couple a un fils, Thomas Wyndham (1763–1814). Vers 1775, Charles fait peindre son portrait avec son fils Thomas qui a alors environ 12 ans. À peu près au même moment, il commande une gravure de Clearwell Court qui montre à la fois la maison et l'écurie. Charles meurt en 1801 et son fils Thomas hérite du domaine. En 1787, il épouse Anna Ashby. De leurs deux enfants, seule la fille, Caroline (1789-1870), arrive jusqu'à l'âge adulte . En 1810, Caroline épouse Windham Henry Quin (1782–1850). À la mort de leurs pères, respectivement en 1814 et 1824, ils héritent de domaines considérables dans le Gloucestershire, le Norfolk et le sud du Pays de Galles, Quin hérite également du comté de Dunraven et de Mount-Earl. Après la mort de son mari en 1850, Caroline, alors comtesse douairière, reste à Clearwell jusqu'à sa propre mort en 1870. En 1890, le domaine Clearwell devient la propriété de la famille Wyndham  .
Le domaine est rebaptisé Clearwell Castle en 1908 . Le château subit un grave incendie en 1930, et après la Seconde Guerre mondiale, la perte de ses planchers, toits et de nombreux aménagements intérieurs et décorations avant une démolition prévue . Le château est sauvé grâce à son achat en 1952 par Frank Yeates, fils d'un ancien jardinier du château. Yeates et sa famille entament une longue restauration .
Dans les années 1970, la famille dirige un studio d'enregistrement et de répétition à Clearwell. De nombreux grands groupes de rock, dont Led Zeppelin, Deep Purple, Mott the Hoople, Black Sabbath, Bad Company, Queen et Whitesnake enregistrent au château . Black Sabbath commence à écrire et à enregistrer leur album Sabbath Bloody Sabbath lors d'un séjour au château en 1973, et le membre du groupe Tony Iommi affirme avoir "définitivement" vu un fantôme dans le bâtiment . En 1978, les membres de Led Zeppelin se réunissent à nouveau au château après une période de séparation et commencent à écrire et à répéter ce qui devient leur album In Through the Out Door .
La famille Yeates vend le château dans les années 1980 et il fonctionne maintenant comme lieu de mariage .

## Architecture
Alistair Rowan, dans son essai de 1970 sur le château, décrit Clearwell comme "à côté du château de Vanbrugh, le plus ancien château gothique géorgien debout" . Alan Brooks, dans le Gloucestershire Pevsner révisé en 2002, va plus loin, qualifiant Clearwell de "le premier château néo-gothique d'Angleterre" . Ni Rowan, ni David Verey dans la première édition du Gloucestershire Pevsner, n'attribuent le château à un architecte nommé, mais Brooks et Historic England attribuent fermement le château à Roger Morris. 
Le château comprend un bloc central en retrait à deux étages, avec des tours jumelées à trois étages à l'avant  et une extension arrière à angle droit avec le bloc principal. Rowan suggère que ces deux sections représentent des phases de construction distinctes, de 1727-1728 et du milieu des années 1730 . L'ensemble est construit en pierre locale de la forêt de Dean . Peu de l'intérieur original a survécu. La rénovation victorienne au milieu du XIXe siècle et l'incendie et l'éviscération subséquente du bâtiment au milieu du XXe siècle ont détruit la majeure partie de la décoration. Le château est un bâtiment classé Grade II*. La porte principale et les loges, les écuries, trois paires de poteaux sur un green face à l'entrée principale, des statues d'un homme et d'un enfant avec un sphinx sur la pelouse devant le château, sont classés de grade II.